# Christabelle Borg
Christabelle Borg (Málta,  1992.  – ) máltai énekesnő. Ő képviselte Máltát a 2018-as Eurovíziós Dalfesztiválon, Lisszabonban, a Taboo című dallal.  A második elődöntőből nem sikerült továbbjutnia, itt a 13. helyen végzett 101 ponttal.

## Élete
A máltai egyetemen tanul.

## Diszkográfia
- 2009: I wanna know
- 2009: Flame
- 2009: Naturally
- 2009: Everytime I bleed
- 2011: Everything about you
- 2012: Say
- 2013: Fall For You
- 2013: Bay Kids Song
- 2014: Lovetricity
- 2015: Rush
- 2016: Kingdom
- 2018: Taboo